# Юккер, Гюнтер
Гюнтер Юккер (нем. Günther Uecker; 13 марта 1930, Кулен-Вендорф, Мекленбург-Передняя Померания, Германия — 10 июня 2025, Дюссельдорф, Германия) — немецкий художник, скульптор и инсталлятор, один из ведущих представителей послевоенного авангарда. Известен своими «гвоздевыми» рельефами и участием в художественной группе ZERO.

## Биография и творчество
Родился в деревне Вендорф, с 1936 года жил на полуострове Вустров. После Второй мировой войны учился живописи в Висмаре и Берлине-Вайсензее. В 1953 году покинул ГДР, а в 1955 году поступил в Дюссельдорфскую художественную академию, где учился у Отто Панкока.
В 1956—1957 годах создал первые «гвоздевые» рельефы — белые полотна с вбитыми гвоздями, создающими игру света и тени. С 1961 года — участник группы ZERO. Работал с кинетическим искусством, световыми инсталляциями и сценографией. В 1970 году представлял Германию на Венецианской биеннале. С 1974 по 1995 год преподавал в Дюссельдорфской академии. Среди наиболее важных работ — оформление капеллы бундестага и рельеф в здании Генеральной ассамблеи ООН в Женеве.
Юккер активно выражал гражданскую позицию: после аварии на ЧАЭС создал серию «Пепельные картины», в 2023 году установил мемориал жертвам концлагеря Бухенвальд в Веймаре.
Скончался 10 июня 2025 года в Дюссельдорфе в возрасте 95 лет.

## Награды
- Кайзеровская премия города Гослар (Goslarer Kaiserring, 1983)
- Офицерский крест ордена «За заслуги перед Федеративной Республикой Германия» (1985)
- Орден «Pour le Mérite» (2000)
- Большой командорский крест ордена «За заслуги перед Федеративной Республикой Германия» (2001)
- Орден «За заслуги перед землёй Мекленбург-Передняя Померания» (2023)